# 1911 год в науке
В 1911 году произошли следующие события в области науки:

## События

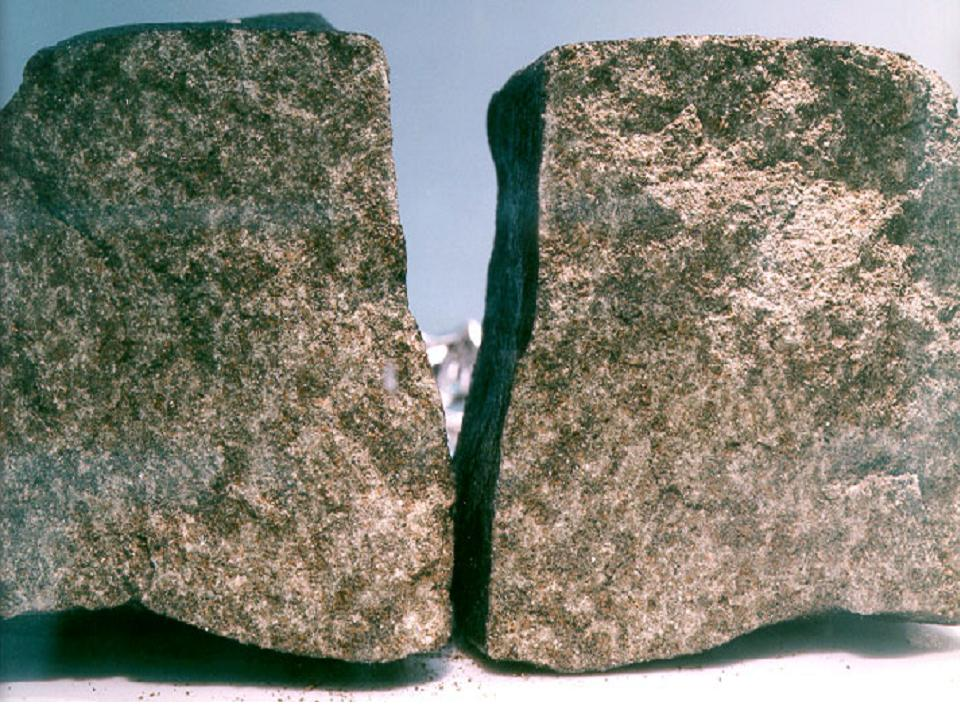
метеорит Нахла

- 28 апреля — полное солнечное затмение[англ.], наблюдавшееся в экваториальных и тропических широтах северного полушария.
- 28 июня — в Египте был обнаружен марсианский метеорит Нахла.
- 1 декабря — французским астрономом Александром Жаном Мари Шомассом[англ.] была открыта комета.
- 14 декабря — норвежский полярный исследователь Руал Амундсен с четырьмя спутниками впервые в истории достиг Южного полюса.

## Открытия
- 8 апреля — Каммерлинг-Оннес впервые наблюдал резкое падение, практически до нуля, электрического сопротивления ртути при температуре ниже 4,15 K. Это открытие получило название сверхпроводимость.

## Награды
- Ломоносовская премия[1]:53—108
  - Г. А. Ильинский за докторскую диссертацию «Грамоты Болгарских царей»[2] и В. В. Сиповский за сочинение «Очерки из истории русского романа»[3].
- Нобелевская премия
  - Физика — Вильгельм Вин «За открытия, касающиеся законов, которые управляют тепловым излучением (См. Закон смещения Вина).
  - Химия — Мария Кюри «За выдающиеся заслуги в развитии химии: открытие элементов радия и полония, выделение радия и изучение природы и соединений этого замечательного элемента».
  - Физиология и медицина — Альвар Гульстранд «За работу по диоптрике глаза».

## Родились
- 3 января — Самуил Бернштейн, российский лингвист-славист, балканист, диалектолог, специалист по болгарскому языку, лингвистической географии (ум. 1997).
- 12 января — Габриэль Алмонд, американский политолог (ум. 2002).
- 19 января — Гаррет Биркхоф, американский математик (ум. 1996).
- 24 января — Рухи Аннаев, советский физик, крупный учёный в области магнетизма и физики металлов. Академик Академии наук Туркменской ССР (ум. 1977).
- 26 января — Макс Глакман, британский антрополог (ум. 1975).
- 28 января — Семён Брауде, украинский радиофизик и радиоастроном (ум. 2003).
- 31 января — Умар Алиев, доктор филологических наук по тюркологии, один из основоположников Карачаево-Балкарского языкознания (ум. 1972).
- 21 февраля — Дмитрий Агеев, русский учёный и педагог в области радиотехники (ум. 1997).
- 11 марта — Аркадий Мигдал, советский физик-теоретик, академик АН СССР (ум. 1991).
- 30 марта — Экрем Акургал, турецкий археолог (ум. 2002).
- 3 апреля — Токихару Абэ, японский учёный-ихтиолог, профессор, доктор наук (ум. 1996).
- 4 апреля — Карл Аллендорфер, американский математик и педагог (ум. 1974).
- 18 апреля — Морис Голдхабер, американский физик-ядерщик, известный открытием отрицательной спиральности нейтрино (ум. 2011).
- 27 мая — Павел Борисковский, российский археолог, специалист по археологии палеолита и первобытной истории (ум. 1991).
- 31 мая — Морис Алле, французский экономист (ум. 2010).
- 13 июня — Луис Альварес, американский физик-экспериментатор, член Национальной академии наук США (ум. 1988).
- 14 июня — Гордон Битон, австралийский миколог (ум. 1988).
- 9 июля — Джон Уилер, американский физик-теоретик (ум. 2008).
- 22 июля — Хайнц Барвих, немецкий физик (ум. 1966).
- 28 июля — Семён Бреслер, советский учёный, специалист в области физической химии, биофизики и молекулярной биологии, основатель научной школы в области биополимеров (ум. 1983).
- 22 августа — Кондурарь, Владимир Трифонович, советский и украинский астроном молдавского происхождения.
- 10 сентября — Рубен Амбарцумян, учёный в области материаловедения, профессор, член-корреспондент АН СССР (ум. 1971).
- 11 сентября — Рейниер Бакёйзен ван ден Бринк (младший), нидерландский ботаник (ум. 1987).
- 17 сентября — Анатолий Воронов, русский геоботаник, эколог, биогеограф (ум. 1995).
- 24 сентября — Семён Альтшулер, советский физик, член-корреспондент АН СССР (ум. 1983).
- 27 сентября — Соломон Голигорский, советский уролог и нефролог (ум. 1985).
- 6 октября — Руперт Барнеби, американский ботаник британского происхождения, один из самых выдающихся учёных Нью-йоркского ботанического сада (ум. 2000).
- 31 октября — Александр Ахиезер, советский и украинский физик-теоретик. Академик АН УССР (ум. 2000).
- 4 ноября — Константин Белов, российский физик-экспериментатор, основатель советской школы физиков-магнитологов (ум. 2001).
- 7 ноября — Анатолий Витальевич Дьяков, советский астрометеоролог.
- 11 ноября — Луиджи Брольо, инженер в области аэрокосмической техники, известный как «итальянский фон Браун», один из основателей программы Сан-Марко[англ.] (ум. 2001).
- 9 декабря — Мария Бородаевская, геолог, доктор геолого-минералогических наук, профессор (ум. 1994).
- 11 декабря — Цянь Сюэсэнь, китайский учёный, основоположник космической программы Китая (ум. 2009).
- 13 декабря — Андрей Бабинец, украинский учёный-гидрогеолог (ум. 1982).

## Скончались
- 23 февраля — Ричард Беддоум, британский ботаник, герпетолог, натуралист (естествоиспытатель) и офицер (род. 1830).
- 31 июля — Андреа Глория, итальянский историк, профессор Падуанского университета (род. 1821).
- 1 августа — Конрад Дуден, немецкий филолог, создатель орфографического словаря немецкого языка (род. 1829).
- 6 августа — Флорентино Амегино, аргентинский натуралист, палеонтолог, антрополог и зоолог. Автор фундаментальной классификации доисторической фауны Южной Америки (род. 1854).
- 1 октября — Вильгельм Дильтей, немецкий историк культуры и философ (род. 1833).
- 4 октября — Джозеф Белл, хирург и профессор Эдинбургского университета (род. 1837).
- 17 октября — Владимир Беляев, русский ботаник-морфолог (род. 1833).
- 18 октября — Альфред Бине, французский психолог, доктор медицины и права Парижского университета, основатель первой во Франции Лаборатории экспериментальной психологии (род. 1857).
- 25 октября — Эдуард Андре, французский ботаник и ландшафтный архитектор (род. 1840).
- 13 декабря — Николай Николаевич Бекетов, один из основоположников физической химии и химической динамики, заложил основы принципа алюминотермии (род. 1827).